# Lana (Navarra)
Lana ist ein nordspanisches Dorf und eine Gemeinde (municipio) mit 157 Einwohnern (Stand: 2024) im Süden der Autonomen Gemeinschaft Navarra. Die Gemeinde besteht aus den Ortschaften Galbarra, Gastiáin, Narcué, Ulibarri und Viloria (Biloria). Der Verwaltungssitz befindet sich in Galbarra.

## Lage und Klima
Lana liegt gut 28 km (Fahrtstrecke) südwestlich von Pamplona bzw. ca. 33 km nordnordöstlich von Logroño in einer Höhe von ca. 590 m. Das Klima ist gemäßigt bis warm; Regen (830 mm/Jahr) fällt überwiegend im Winterhalbjahr.

## Bevölkerungsentwicklung
| Jahr      | 1970 | 1981 | 1991 | 2001 | 2011 | 2021 |
| Einwohner | 423  | 264  | 218  | 214  | 197  | 162  |

## Sehenswürdigkeiten
- Saturninuskirche in Gastiáin
- Antoniuskapelle
- Marienkapelle
- Luzienkapelle
- Michaeliskapelle

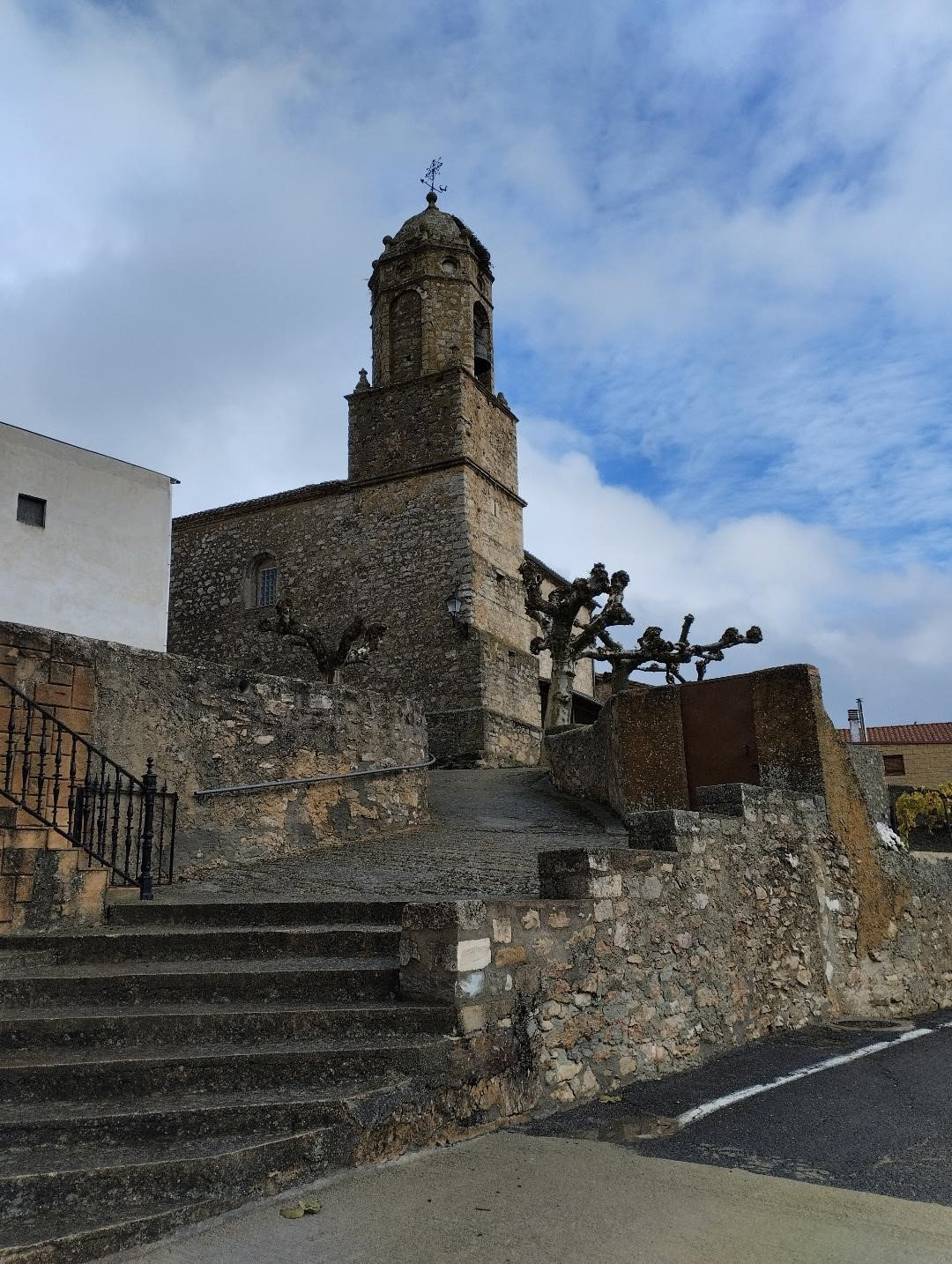
Saturninuskirche
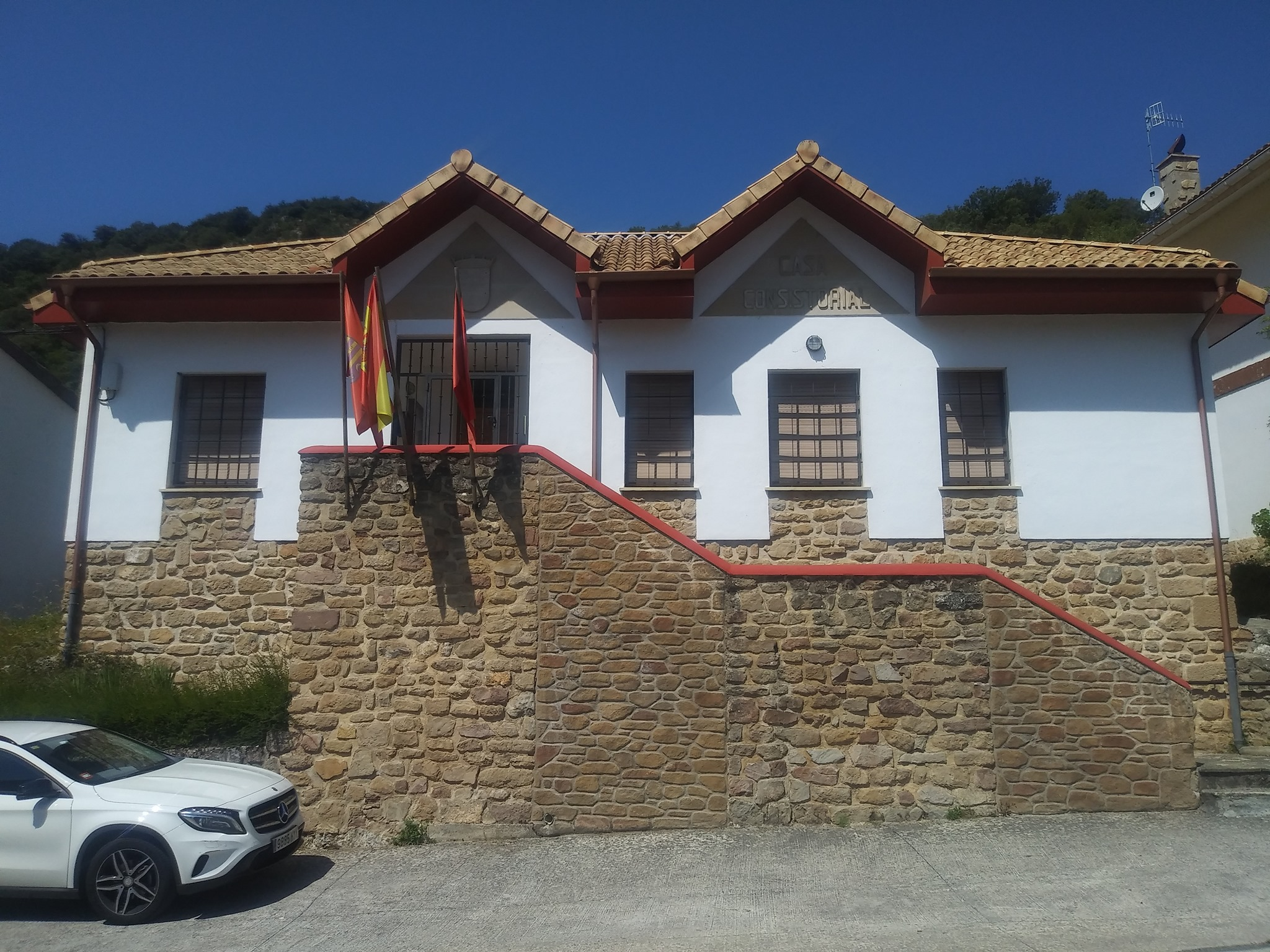
Rathaus